# Seara Velha
Seara Velha era una freguesia portuguesa del municipio de Chaves, distrito de Vila Real.

## Geografía
Estaba situada en la zona oriental del municipio de Chaves, a 9 km de su capital y limitando con el de Boticas. 

## Historia
Fue suprimida el 28 de enero de 2013, en aplicación de una resolución de la Asamblea de la República portuguesa promulgada el 16 de enero de 2013 al unirse con la freguesia de Soutelo, formando la nueva freguesia de Soutelo e Seara Velha.

## Economía
Seara Velha es eminentemente rural, cuya única actividad económica se limita a una agricultura prácticamente de subsistencia (patata, centeno, castañas, hortalizas y algo de vino y de ganado).

## Patrimonio
Seara Velha es una villa jacobea, en la que confluyen varias rutas menores de los caminos de Santiago portugueses. No en vano su notable iglesia matriz tiene por patrón a Santiago, cuya pequeña escultura ecuestre en granito sobresale frontalmente de la fachada. En el patrimonio hístórico-artístico de la freguesia se cuentan también vestigios protohistóricos y de la romanización, como el castro de Cunhas, las muradelhas (cercos o pequeñas murallas de piedra) y la villa romana de Susana.